# One Wing
One Wing (с англ. — «Одно Крыло») — пятый и последний студийный альбом американской маткор группы The Chariot. Альбом вышел 28 августа 2012 года с лейбла Good Fight Music и E1 Music. В 2013 был объявлен прощальный тур и в конце года группа распалась. Альбом дебютировал под номером 85 в Billboard 200 и это их самая высокая позиция на данный момент.
Группа называет этот релиз самым странным из записанных. Если составить все названия песен в предложение, то получится — «Forget Not Your First Love. Speak In Tongues And Cheek.» (Не забывай свою первую любовь. Говори на языках и дерзко).

## Об альбоме
Джош Скогин заявил, что работой над этим альбомом он очень доволен, и с каждым новым релизом группа хочет превзойти себя и порадовать фанатов новым звучанием.
На песне Cheek. можно услышать речь Чарли Чаплина. Джош Скогин прокомментировал это, как «Вы слышали эту речь ранее? Почему бы и нет! Я о том, что он говорил это так давно, и сейчас это применимо как никогда кстати. Это забавно, ведь в то время он и представить не мог, что будут компьютеры, интернет. И в записи нового альбома было задействовано довольно таки много техники».

## Написание и запись
Альбом был записан с продюсером Мэттом Голдманом, в студии Glow In The Dark Studios, Впрочем, все альбомы группа записала вместе с этим продюсером и в этой студии. Вокалист Джош Скогин сказал, что его дружба с Голдманом и давняя история Голдмана с группой повлияли на их решение снова работать с ним. Скогин также сказал: «Продюсер должен быть рядом, чтобы помочь нам с нашими идеями, поэтому у Голдмана всегда есть хорошие идеи и он также всегда полностью согласен с тем, что мы делаем странные, глупые вещи, которые могут быть или не быть хорошей идеей».
Процесс записи начался в мае 2012 года, и группа попыталась привлечь фронтмена Smashing Pumpkins Билли Коргана к участию в какой-то степени, отправив ему сообщение через Twitter, хотя Корган в итоге не принял участия. The Chariot запланировала время для записи альбома в течение трёх недель, а затем одну неделю микширования. Скогин сказал, что это идеальное количество времени для записи, так как слишком много времени заставляет группу переосмысливать вещи, но слишком мало времени приведёт к тому, что группа «начнёт соглашаться на что угодно».
Во время записи, в июне группу покидает давний басист группы Джон «KC Wolf» Кидлер, чтобы вернуться в колледж. Поэтому бас на альбоме исполняли оба гитариста группы, а именно Стивен «Stevis» Харрисон и Брэндон Хендерсон. Прежнего басиста группа не стала заменять.

## Выпуск
One Wing вышел в США 28 августа 2012 года с лейбла Good Fight Music, как и предыдущий Long Live. Также этот альбом вышел на лейбле E1.
Песня «In» была доступна для онлайн-трансляции 16 августа 2012 года.

## Отзывы
Альбом был высоко оценён после выпуска; он получил оценку 94/100 на Metacritic в 6 обзорах, что означает «всеобщее признание». Рецензенты назвали грубость, агрессию и экспериментирование ключевыми сильными сторонами альбома. 
| Совокупная оценка | Совокупная оценка |
| Источник          | Оценка            |
| ----------------- | ----------------- |
| Metacritic        | 94/100            |
| Оценки критиков   |                   |
| Источник          | Оценка            |
| AbsolutePunk      | 8.5/10            |
| AllMusic          | [ 11 ]            |
| Rock Sound        | 9/10              |

## Трек-лист
| №                   | Название                             | Длительность |
| ------------------- | ------------------------------------ | ------------ |
| 1.                  | «Forget»                             | 2:20         |
| 2.                  | «Not» (С участием Брайана Тейлора)   | 2:54         |
| 3.                  | «Your» (С участием Анжелой Плейк)    |              |
| 4.                  | «First»                              | 3:43         |
| 5.                  | «Love.»                              | 3:23         |
| 6.                  | «Speak» (С участием Трэвиса Сэдлера) | 2:11         |
| 7.                  | «In»                                 | 2:13         |
| 8.                  | «Tongues»                            | 4:25         |
| 9.                  | «And»                                | 2:34         |
| 10.                 | «Cheek.»                             | 5:48         |
| Общая длительность: | Общая длительность:                  | 30:39        |

## Участники записи

### The Chariot
- Джош Скогин — вокал
- Стивен Харрисон — ритм-гитара, бас
- Брэндон Хендерсон — соло-гитара, бас
- Дэвид Кеннеди — барабаны, перкуссия

Продюсерский состав
- Мэтт Голдман — продюсирование, инжиниринг, сведение, клавишные
- Трей Мозли — обложка
- Аллан Доучес — мастеринг
- Анжела Плейк — вокал (Your)
- Брайан Тейлор — вокал (Not)
- Карл Либаторе — труба (First)
- Трэвис Сэдлер — пианино (Speak)